# شیشاپانگما
شیشاپانگما (به انگلیسی: Shishapangma) با ۸۰۱۳ متر ارتفاع به‌عنوان چهاردهمین کوه ۸۰۰۰ متری و تنها ۸۰۰۰ متری مستقل در تبت شناخته می‌شود، که به‌طور کامل در داخل خاک کشور چین (در تبت مرکزی) قرار دارد، اما به طرز عجیبی نزدیک‌ترین ۸۰۰۰ متری به کاتماندو، پایتخت نپال است و تنها ۸۰۰۰ متری است که از این شهر دیده می‌شود. در زبان تبتی به معنای "قله‌ای بر فراز دشت‌های پوشیده از چمن" می‌باشد. شیشاپانگما آخرین کوه ۸۰۰۰ متری صعود شده می‌باشد (به‌دلیل بسته بودن مرزهای تبت بر روی خارجی‌ها صعود به آن توسط دیگران امکان‌پذیر نبود) در نهایت در سال ۱۹۶۴ این کوه توسط کوهنوردانی از تبت و چین صعود شد. پس از اشغال تبت توسط چینی‌ها تلاش شد تا نام "کوسنگ تسان فنگ" بر روی کوه نهاده شود. اما این تلاش شکست خورد و در نهایت همان نام تبتی شیشاپانگما رسمیت یافت.

## نخستین صعود
شیشاپانگما نخستین بار در ۱۹۲۱ از فاصلهٔ حدود ۴۵ کیلومتری توسط هیئت شناسایی انگلستان دیده شد، پس از آن هم مورد توجه تمامی هیئت‌هایی که برای صعود اورست به بخش جنوبی فلات تبت پای نهادند قرار گرفت. در ۱۹۴۵ اشنایدر و هارر که از کمپ زندانیان جنگ دوم جهانی گریخته بودند این کوه را نقشه برداری کردند. سپس در ۱۹۴۵ بیل تیلمن انگلیسی تیمی کوچک را در جبهه غربی شیشاپانگما رهبری کرد. در این تیم تنسینگ نورگی که بعدها به‌همراه سر ادموند هیلاری نخستین صعود اورست را انجام داده بود نیز عضویت داشت. تا سال ۱۹۶۱ این کوه که در منطقه ممنوعه تبت بود تنها از دور توسط تعدادی زمین شناس عکسبرداری شد.

اما در ۱۹۶۱، زمانی‌که سایر ۸۰۰۰ متری‌ها فتح شده بودند، چینی‌ها تیمی را برای شناسایی عازم بخش شمالی کوه کردند. در ۱۹۶۳ تیم شناسایی تا ۷۱۶۰ متری کوه بالا رفت. یکسال بعد یعنی در ۱۹۶۴ چینی‌ها با گروهی متشکل از ۲۰۰ نفر شامل کوهنورد، باربر و البته تعدادی دانشمند علاقه‌مند به محیط به منطقه بازگشتند. کوهنوردان این تیم از زمستان قبل در اردو بسر می‌بردند و نوعی کمپ نظامی از جمله اجازه گرفتن از مافوق و شنا کردن در آب سرد را تحمل نموده بودند. آن‌ها برای حمل راحت‌تر بار تا ۵۹۰۰ متر جاده احداث کردند و البته کار خود را با احداث یک سینما در کمپ ۵۹۰۰ کامل کردند. تیم تا ابتدای تیغه ۳ کمپ برپا کرد. دو کمپ نیز روی تیغه و تا ۷۷۰۰ متر برقرار شد. در ۲ می ۱۰ کوهنورد از جمله وانگ فوزو از اعضای تیم سال ۱۹۶۰ جبهه شمالی اورست که البته کمی بالاتر از کمپ ۲۰ متر روی یخ سقوط کرد توانستند پس از ۴٫۵ ساعت به قله برسند. آن‌ها قله را هرمی برفی توصیف کردند که روی تیغه‌ای شرقی-غربی قرار گرفته. بعدها و با صعودهای بی‌شمار غربی‌ها به این کوه، صعود چینی‌ها همانند ادعای ۱۹۶۰ صعودشان در شب به اورست و قرار دادن نیم تنه مائو روی قله و البته با توجه به نداشتن عکس صعود، با شک روبرو شد. البته آن‌ها عکس‌هایی داشتند که تنها کوهنوردان به‌همراه آسمانی آبی در آن مشخص بود. با این‌حال شرح صعودشان نشان می‌داد آن‌ها حداقل تا انتهای تیغه صعود کرده‌اند. با این‌حال امروزه همچنان این صعود به‌عنوان نخستین صعود شیشاپانگما شناخته می‌شود.

## نخستین قربانی
سال ۱۹۸۳ شیشاپانگما نخستین قربانی خود را گرفت. فریتز لوشینگر اولین فاتح لوتسه در ۱۹۵۴ که کسی که در ۵۹ سالگی دائولاگیری را هم صعود کرده بود، در سن ۶۲ سالگی بر اثر خیز ریوی در شیشاپانگما کشته شد.
در ۱۹۹۹ همچنین مرگ الکس لو بهترین کوهنورد آمریکا و دیوید بریجدر بر اثر سقوط بهمن بار دیگر نام شیشاپانگما را بر سر زبان‌ها آورد. کنراد آنکر(کسی که موفق شد پس از ۷۵ سال جسد مالوری را در اورست بیابد) دیگر عضو این گروه بود که از این حادثه جان سالم به در برد.

## نکات دیگر
بدون شک امروز شیشاپانگما به‌عنوان یک ۸۰۰۰ متری محبوب کوهنوردان و گردشگران را به تبت جذب می‌کند. در نتیجه تیم‌های تجاری زیادی نیز به این کوه روی آورده‌اند و احتمالاً این کوه پس از اورست، چوآیو، گاشربروم ۲ محبوب‌ترین و پرصعودترین ۸۰۰۰ متری می‌باشد‌.

## صعودکنندگان
- تیم ملی کوهنوردی ایران در بهار ۱۳۷۹ پس از فتح چوآیو به شیشاپانگما رفت و سه عضو این تیم در ۷ خرداد موفق به فتح قله شدند.
- افسانه حسامی‌فرد در ساعت ۶ صبح چهارشنبه ۱۸ مهر ۱۴۰۳ برابر با ۹ اکتبر ۲۰۲۴ به عنوان اولین بانوی ایرانی صعودکننده، موفق به صعود شیشاپانگما شد. این یازدهمین صعود قلل هشت‌هزارمتری‌ها توسط اوست.